# Унгур, Адриан
Адриан Унгур (рум. Adrian Ungur; родился 25 января 1985 года в Питешти, Румыния) — румынский теннисист; победитель одного турнира ATP в парном разряде; бывшая десятая ракетка мира в юниорском одиночном рейтинге.

## Общая информация
Адриан — один из двух детей Сорина и Марии Унгуров, его сестру зовут Андрея. В 2006-м году уроженец Питешти женился на своей коллеге по теннисному цеху: Лиане Балач, дочери одного из сильнейших румынских футболистов начала 1980-х Илие Балача.
Унгур в теннисе с восьми лет, любимое покрытие — грунт. Во внетурнирное время тренируется в Италии в группе у одного тренера с другим игроком мужского протура — Филиппо Воландри.
Адриан владеет румынским, итальянским и английским языками.

## Спортивная карьера
Профессиональную карьеру начал в 2003 году. В мае 2004 года Унгур выиграл первый турнир из серии «фьючерс», а в июне того же года добавил к нему ещё одну победу. За 2005 год он выиграл четыре «фьючерса» на грунте. В августе 2006 года в парном разряде побеждает на «челленджере» в Манербио. В 2007 году он выиграл один «фьючерс», а в июне 2008 года первый «челленджер» в одиночном разряде в Софии. В сентябре 2009 года Адриан побеждает на «челленджере» в Палермо, а в июле 2010 года выиграл парный трофей «челленджера» в Римини. В мае 2010 года он сыграл первый матч за сборную Румынии в отборочном раунде розыгрыша Кубка Дэвиса. В сентябре того же года он дебютировал в основных соревнованиях ATP-тура, сыграв у себя на родине в Бухаресте. В первом раунде того турнира он смог обыграть 57-ю ракетку мира Андреаса Сеппи — 3-6, 7-6(6), 6-4. В феврале 2011 года, пробившись через квалификацию на турнир в Акапулько, сыграл против представителя Топ-10 Давида Феррера, а в апреле на турнире в Белграде в матче второго раунда против № 2 в мире Новака Джоковича. В обоих случаях Унгур проиграл более именитым соперникам. В июле 2011 года он победил на «челленджере» в Сан-Бенедетто-дель-Тронто, а в августе в Манербио.
В феврале 2012 года после выхода в финал на «челленджере» в Мекнесе Унгур впервые поднялся в Топ-100 одиночного рейтинга. В июне он наконец-то смог дебютировать в основной сетке турнирах серии Большого шлема, сыграв на Открытом чемпионате Франции. В матче первого раунда он смог переиграть известного аргентинского теннисиста Давидв Налбандяна со счётом 6-3, 5-7, 6-4, 7-5. Уже в следующем раунде ему противостоял знаменитый теннисист Роджер Федерер. Унгур смог выиграть у швейцарца один сет, но в итоге проиграл — 3-6, 2-6, 7-6(6), 3-6. После Ролан Гаррос он поднялся на высшую в своей карьере — 79-ю строчку в мировом рейтинге. На Уимблдонском турнире румын в первом раунде потерпел поражение от Лукаша Лацко. В августе он принял участие на Олимпиаде, которая проводилась в Лондоне. В одиночном Олимпийском турнире Адриан в первом раунде проиграл Жилю Мюллеру, а в парном разряде в дуэте с Хорией Текэу также не смог преодолеть стартовый барьер. После Олимпиады Унгур выиграл титул на «челленджере» в Сибиу. Дебютный Открытый чемпионате США завершился для него в первом же раунде. В концовке сезона румынский теннисист смог выйти в финал Итогового турнира серии «челленджер», где проиграл аргентинцу Гидо Пелье.
На Открытом чемпионате Австралии 2013 года Унгур в первом раунде уступил россиянину Евгению Донскому. В мае ему удалось выиграть «челленджер» в Тунисе, а в июне в Араде. На Уимблдоне Адриан в первом раунде проиграл Бенуа Перу. За сезон 2014 года он смог выиграть один «челленджер» в Сан-Марино, а также ещё три победы на «челленджерах» пришлись на парные выступления. 2015 год он начал с выигрыша парного титула на «челленджере» в Касабланке. В апреле опять же в парах Унгуру удалось завоевать первый в карьере титул АТП. Эта победа пришла к нему на турнире в Бухаресте, где он выступил в паре с Мариусом Копилом. В сентябре того же года он победил на «челленджере» в Сибиу. В мае 2016 года через квалификацию Унгур пробился на первый за три года Большой шлем — Открытый чемпионат Франции и в матче первого раунда он проиграл Игорю Сейслингу.

## Рейтинг на конец года
| Год  | Одиночный рейтинг | Парный рейтинг |
| 2017 | 506               | 672            |
| 2016 | 311               | 695            |
| 2015 | 169               | 150            |
| 2014 | 157               | 189            |
| 2013 | 119               | 907            |
| 2012 | 99                | 407            |
| 2011 | 114               | 361            |
| 2010 | 185               | 315            |
| 2009 | 178               | 776            |
| 2008 | 234               | 1136           |
| 2007 | 268               |                |
| 2006 | 238               | 543            |
| 2005 | 227               | 545            |
| 2004 | 392               |                |

## Выступления на турнирах

### Финалы челленджеров и фьючерсов в одиночном разряде (35)

#### Победы (16)
| Условные обозначения |
| Челленджеры (9+6)    |
| Фьючерсы (7)         |

| Титулы по покрытиям | Титулы по месту проведения матчей турнира |
| ------------------- | ----------------------------------------- |
| Хард (0)            | Зал (0)                                   |
| Грунт (16+6)        | Зал (0)                                   |
| Трава (0)           | Открытый воздух (16+6)                    |
| Ковёр (0)           | Открытый воздух (16+6)                    |

| №   | Дата             | Турнир                            | Покрытие | Соперник в финале    | Счёт           |
| 1.  | 9 мая 2004       | Бухарест, Румыния                 | Грунт    | Адриан Кручат        | 6-2 6-4        |
| 2.  | 20 июня 2004     | Бухарест, Румыния                 | Грунт    | Векослав Скендерович | 6-3 6-4        |
| 3.  | 6 марта 2005     | Кастель-Гандольфо, Италия         | Грунт    | Марко Нойнтайбль     | 6-7(4) 6-3 6-1 |
| 4.  | 12 марта 2005    | Сиракуза, Италия                  | Грунт    | Фабио Фоньини        | 7-5 1-6 6-1    |
| 5.  | 5 июня 2005      | Бухарест, Румыния                 | Грунт    | Карлос Поч-Градин    | 6-2 7-5        |
| 6.  | 19 июня 2005     | Бухарест, Румыния                 | Грунт    | Виктор Кривой        | 6-3 7-5        |
| 7.  | 26 августа 2007  | Эсте, Италия                      | Грунт    | Франческо Пиккари    | 7-6(2) 5-7 6-4 |
| 8.  | 15 июня 2008     | София, Болгария                   | Грунт    | Франко Феррейро      | 6-3 6-0        |
| 9.  | 27 сентября 2009 | Палермо, Италия                   | Грунт    | Альберт Рамос        | 6-4 6-4        |
| 10. | 10 июля 2011     | Сан-Бенедетто-дель-Тронто, Италия | Грунт    | Стефано Гальвани     | 7-5 6-2        |
| 11. | 24 августа 2011  | Манербио, Италия                  | Грунт    | Петер Гоёвчик        | 4-6 7-6(4) 6-2 |
| 12. | 12 августа 2012  | Сибиу, Румыния                    | Грунт    | Виктор Ханеску       | 6-4 7-6(1)     |
| 13. | 5 мая 2013       | Тунис, Тунис                      | Грунт    | Диего Шварцман       | 4-6 6-0 6-2    |
| 14. | 9 июня 2013      | Арад, Румыния                     | Грунт    | Мариус Копил         | 6-4 7-6(3)     |
| 15. | 10 августа 2014  | Сан-Марино                        | Грунт    | Антонио Веич         | 6-1 6-0        |
| 16. | 27 сентября 2015 | Сибиу, Румыния                    | Грунт    | Пере Риба            | 6-4 3-6 7-5    |

#### Поражения (19)
| №   | Дата             | Турнир                             | Покрытие | Соперник в финале       | Счёт                |
| 1.  | 18 июля 2004     | Бухарест, Румыния                  | Грунт    | Адриан Кручат           | 4-6 4-6             |
| 2.  | 15 августа 2004  | Бухарест, Румыния                  | Грунт    | Виктор Йоницэ           | 4-6 3-6             |
| 3.  | 29 августа 2005  | Бухарест, Румыния                  | Грунт    | Габриэль Морару         | 6-4 3-6 3-6         |
| 4.  | 6 мая 2006       | Рим, Италия                        | Грунт    | Оливер Марах            | 6-4 4-6 5-7         |
| 5.  | 2 июля 2006      | Констанца, Румыния                 | Грунт    | Константинос Икономидис | 4-6 4-6             |
| 6.  | 16 сентября 2007 | Тоди, Италия                       | Грунт    | Стефано Гальвани        | 5-7 2-6             |
| 7.  | 29 июня 2008     | Констанца, Румыния                 | Грунт    | Николя Девильде         | 3-6 7-6(5) 6-7(10)  |
| 8.  | 11 июля 2009     | Карпи, Италия                      | Грунт    | Франческо Альди         | 1-6 6-7(1)          |
| 9.  | 22 августа 2009  | Эсте, Италия                       | Грунт    | Стефано Гальвани        | 7-6(5) 2-6 0-6      |
| 10. | 20 сентября 2009 | Тоди, Италия                       | Грунт    | Симон Гройль            | 6-2 1-6 6-7(6)      |
| 11. | 9 октября 2011   | Палермо, Италия                    | Грунт    | Карлос Берлок           | 1-6 1-6             |
| 12. | 29 января 2012   | Букараманга, Колумбия              | Грунт    | Уэйн Одесник            | 1-6 6-7(4)          |
| 13. | 25 февраля 2012  | Мекнес, Марокко                    | Грунт    | Евгений Донской         | 1-6 3-6             |
| 14. | 24 марта 2012    | Марракеш, Марокко                  | Грунт    | Мартин Клижан           | 6-3 3-6 0-6         |
| 15. | 9 сентября 2012  | Брашов, Румыния                    | Грунт    | Андреас Хайдер-Маурер   | 6-3 5-7 2-6         |
| 16. | 23 сентября 2012 | Трнава, Словакия                   | Грунт    | Андрей Кузнецов         | 3-6 3-6             |
| 17. | 1 декабря 2012   | Финал Мирового тура ATP Challenger | Грунт    | Гидо Пелья              | 3-6 7-6(4) 6-7(4)   |
| 18. | 22 сентября 2013 | Трнава, Словакия                   | Грунт    | Юлиан Райстер           | 6-7(3) 3-6          |
| 19. | 23 августа 2015  | Корденонс, Италия                  | Грунт    | Филип Краинович         | 7-5 4-6 1-4 — отказ |

### Финалы турнировATPв парном разряде (1)

#### Победы (1)
| Легенда                    |
| -------------------------- |
| Турниры Большого шлема (0) |
| Финал АТР-тура (0)         |
| ATP Мастерс 1000 (0)       |
| АТР 500 (0)                |
| АТР 250 (0+1)              |

| Титулы по покрытиям | Титулы по месту проведения матчей турнира |
| ------------------- | ----------------------------------------- |
| Хард (0)            | Зал (0)                                   |
| Грунт (0+1)         | Зал (0)                                   |
| Трава (0)           | Открытый воздух (0+1)                     |
| Ковёр (0)           | Открытый воздух (0+1)                     |

| №  | Дата           | Турнир            | Покрытие | Партнёр      | Соперники в финале        | Счёт            |
| 1. | 26 апреля 2015 | Бухарест, Румыния | Грунт    | Мариус Копил | Николас Монро Артём Ситак | 3-6 7-5 [17-15] |

### Финалы челленджеров и фьючерсов в парном разряде (9)

#### Победы (6)
| №  | Дата             | Турнир              | Покрытие | Партнёр           | Соперники в финале                     | Счёт              |
| 1. | 27 августа 2006  | Манербио, Италия    | Грунт    | Габриэль Морару   | Михал Пшисенжний Федерико Торрези      | 6-3 6-3           |
| 2. | 18 июля 2010     | Римини, Италия      | Грунт    | Джулио де Мео     | Хуан Пабло Бжезицки Александр Пейя     | 7-6(6) 3-6 [10-7] |
| 3. | 17 августа 2014  | Корденонс, Италия   | Грунт    | Потито Стараче    | Франтишек Чермак Лукаш Длоуги          | 6-2 6-4           |
| 4. | 7 сентября 2014  | Брашов, Румыния     | Грунт    | Даниэле Джорджини | Аслан Карацев Валерий Руднев           | 4-6 7-6(4) [10-1] |
| 5. | 28 сентября 2014 | Сибиу, Румыния      | Грунт    | Потито Стараче    | Александру-Даниэль Карпен Мариус Копил | 7-5 6-2           |
| 6. | 17 января 2015   | Касабланка, Марокко | Грунт    | Лауринас Григелис | Флавио Чиполла Алессандро Мотти        | 3-6 6-2 [10-5]    |

#### Поражения (3)
| №  | Дата             | Турнир                        | Покрытие | Партнёр           | Соперники в финале               | Счёт              |
| 1. | 27 марта 2011    | Кальтаниссетта, Италия        | Грунт    | Даниэле Джорджини | Даниэле Браччали Симоне Ваньоцци | 6-3 6-7(2) [7-10] |
| 2. | 10 августа 2014  | Сан-Марино                    | Грунт    | Франко Шкугор     | Раду Албот Энрике Лопес-Перес    | 4-6 1-6           |
| 3. | 13 сентября 2015 | Алфен-ан-ден-Рейн, Нидерланды | Грунт    | Виктор Ханеску    | Тобиас Камке Ян-Леннард Штруфф   | 6-7(1) 6-3 [7-10] |